# Robert Taylor Jones
Robert Taylor Jones (* 8. Februar 1884 in Rutledge, Grainger County, Tennessee; † 11. Juni 1958 in Phoenix, Arizona) war ein US-amerikanischer Politiker (Demokratische Partei) und von 1939 bis 1941 Gouverneur des Bundesstaates Arizona.

## Frühe Jahre und politischer Aufstieg
Er war ein autodidaktischer Bauingenieur mit Berufserfahrung aus verschiedenen Bauprojekten in Mexiko, Nevada und dem Panamakanal. 1909 zog er nach Arizona, wo er an einigen Kurzstrecken für Eisenbahnen arbeitete. Ferner gründete er die Jones Drug Company, die im Verlauf der Zeit zu einer Ladenkette im ganzen Land wuchs. Jones entschied sich 1930 eine politische Laufbahn einzuschlagen, als er in den Senat von Arizona gewählt wurde, wo er bis 1938 verblieb.

## Gouverneur von Arizona
Am 8. November 1939 wurde Jones zum Gouverneur von Arizona gewählt und am 2. Januar 1939 vereidigt. Während seiner Amtszeit wurden das Office of State Historian und das Office of State Librarian miteinander vereinigt sowie ein Mindestlohngesetz für Arbeiter bei öffentlichen Bauarbeiten verabschiedet. Ferner wurde der Hafturlaub und Begnadigungen für Verurteilte mit starreren Richtlinien reguliert. Er entschied sich, nicht noch einmal für eine Wahl für das Gouverneursamt anzutreten, und verließ es am 6. Januar 1941.

## Weiterer Lebenslauf
Jones kehrte zu seinen verschiedenartigen Unternehmungen zurück. Er managte zwischen 1951 und 1953 das Arizona Office of Price Stabilization. Robert Jones verstarb am 11. Juni 1958 und wurde in Phoenix beigesetzt. Er war mit Elon Armstrong verheiratet. Das Paar hatte drei gemeinsame Kinder.